# Tara
Tara je žensko osebno ime.

## Izpeljanke imena
- Ženske oblike imena: Tajra Taraja, Tarisa, Tarita,
- Moške oblike imena: Taras

## Izvor imena
Ime Tara je možna skrajšana oblika iz imena Tarasija, ki je ženska oblika moškega imena Tarasij oziroma Taras. Ime Taras, Tarasij izhaja iz grškega imena Tarásios s pomenom »kdor se upira«.

## Pogostost imena
Po podatkih SURSa je bilo na dan 31. decembra 2007 v Sloveniji 464 oseb z imenom Tara.

## Osebni praznik
V koledarju možno ime Tara uvrstiti k imenu Tarazij. V koledarju je 25. februarja Tarazij (Taras), carigrajski škof, ki je umrl leta 806.

## Zanimivost
V Združenem kraljestvu se ime Tara pred letom 1960 ni dosti uporabljalo, od tedaj pa očitno dolguje svojo popularnost uporabi v liku Tara King v televizijski seriji Maščevalci.